# Ischnocampa albiceps
Ischnocampa albiceps är en fjärilsart som beskrevs av Paul Dognin 1911. Ischnocampa albiceps ingår i släktet Ischnocampa och familjen björnspinnare. Inga underarter finns listade i Catalogue of Life.